# قلعه کهنه گورن
قلعه کهنه گورن مربوط به سده‌های میانه دوران‌های تاریخی پس از اسلام است و در شهرستان اسفراین، بخش بام و صفی آباد، دهستان بام، ۲ کیلومتری جنوب روستای کوشکندر واقع شده و این اثر در تاریخ ۲۵ آبان ۱۳۸۷ با شمارهٔ ثبت ۲۳۷۵۷ به‌عنوان یکی از آثار ملی ایران به ثبت رسیده است.